# Ion Stănescu
Ion Stănescu (Geburtsname Ion Silaghi; * 23. Januar 1929 in Ghercești, Kreis Dolj; † 5. Juni 2010) war ein Politiker der Rumänischen Kommunistischen Partei (PCR) sowie General der Securitate.

## Leben
Der als Ion Silaghi geborene Stănescu arbeitete nach dem Schulbesuch zunächst als Fräser und wurde zuerst Mitglied der kommunistischen Jugendorganisation sowie 1947 Mitglied der PCR. Nachdem er zwischen Dezember 1950 und November 1951 die Militärschule für Politoffiziere Nr. 2 in Oradea besuchte, absolvierte er von September 1952 und Oktober 1955 ein Studium an der Hochschule für Sozialwissenschaften A. A. Schdanow.
In der Folgezeit übernahm er zunehmend wichtigere Aufgaben in der Verwaltung der Partidul Muncitoresc Român sowie der Securitate und wurde schließlich nach einem weiteren Studium der Rechtswissenschaften an der Universität Bukarest, das er 1963 abschloss, von 1964 bis 1967 Erster Sekretär der PCR in der Region Kleine Walachei. Des Weiteren wurde er 1965 Mitglied des Zentralkomitees (ZK) der PCR und gehörte diesem bis 1979 an.
1968 wurde Stănescu als General Präsident des Rates für Staatssicherheit. Im April 1972 folgte seine Entmachtung als Vorsitzender des Rates für Staatssicherheit. Gleichwohl blieb er noch bis März 1973 als Innenminister Mitglied der Regierung sowie von 1969 bis 1974 Kandidat des Exekutivkomitees des ZK der PCR. Zwischen April 1969 und März 1973 war er außerdem Mitglied im Verteidigungsrat der Sozialistischen Republik Rumänien, eines der höchsten Gremien der Sozialistischen Republik und das maßgebliche Organ für Fragen der nationalen Verteidigung.
In der Folgezeit wurde er für einige Jahre weiter in der Hierarchie herabgestuft und war zunächst von 1974 bis 1977 Erster Sekretär der PCR sowie Vorsitzender des Exekutivrates im Kreis Dâmbovița.
Zwischen Januar 1977 und März 1978 bekleidete er das Amt eines der Vizeministerpräsidenten im Ministerrat von Ministerpräsident Manea Mănescu. Danach war er von März 1978 bis März 1981 Staatssekretär im Ministerium für Bauindustrie. Nachdem er zwischen 1979 und 1982 nur noch Kandidat des ZK war, wurde er 1982 wiederum Mitglied des ZK und behielt diese Funktion bis 1989. Daneben war er zuerst von März bis August 1981 Staatssekretär im Ministerium für Chemieindustrie sowie im Anschluss von August 1981 bis Oktober 1984 Minister und Leiter der Abteilung für Bauleistungen im Ausland. Zuletzt war Stănescu zwischen Oktober 1984 und dem Sturz von Diktator Nicolae Ceaușescu am 22. Dezember 1989 Tourismusminister Rumäniens.
Im Anschluss an die rumänische Revolution 1989 gehörte er zu den Gründungsmitgliedern der Sozialistischen Arbeiterpartei (Partidul Socialist al Muncii) sowie der 2003 daraus entstandenen Partidul Alianța Socialistă (Partei der sozialistischen Allianz), der Vizepräsident er zeitweise war.